# Scott Easthope
Scott Easthope (Lower Hutt, 15 ottobre 1985) è un allenatore di calcio neozelandese.

## Carriera
Ha allenato la Nazionale samoana durante la Coppa d'Oceania nel 2016.